# ساروس خورشیدی ۱۲۹
ساروس ۱۲۹ دوره‌ای زمانی با چرخه‌ای حدود ۱۸ سال و ۱۱ روز و ۸ ساعت (تقریباً ۶۵۸۵ و یک سوم روز) است که شامل ۸۰ خورشیدگرفتگی می‌شود.

## رخدادها
| ساروس | عضو | تاریخ                      | زمان (بزرگ‌ترین) ساعت هماهنگ جهانی | نوع    | مکان طول و عرض جغرافیایی | گاما    | قدر    | گُستره (km) | مدت زمان (دقیقه: ثانیه) | منبع |
| ----- | --- | -------------------------- | --------------------------------- | ------ | ------------------------ | ------- | ------ | ---------- | ----------------------- | ---- |
| ۱۲۹   | ۱   | ۳ اکتبر ۱۱۰۳               | ۳:۱۷:۵۰                           | جزئی   | 71.7N 157.1W             | 1.5318  | 0.0556 |            |                         |      |
| ۱۲۹   | ۲   | ۱۳ اکتبر ۱۱۲۱              | ۱۰:۵۶:۲۷                          | جزئی   | 71.2N 74.2E              | 1.506   | 0.1012 |            |                         |      |
| ۱۲۹   | ۳   | ۲۴ اکتبر ۱۱۳۹              | ۱۸:۴۲:۰۷                          | جزئی   | 70.6N 55.8W              | 1.4859  | 0.1369 |            |                         |      |
| ۱۲۹   | ۴   | ۴ نوامبر ۱۱۵۷              | ۲:۳۳:۵۸                           | جزئی   | 69.7N 173.3E             | 1.471   | 0.1634 |            |                         |      |
| ۱۲۹   | ۵   | ۱۵ نوامبر ۱۱۷۵             | ۱۰:۳۱:۲۰                          | جزئی   | 68.7N 41.6E              | 1.4605  | 0.1821 |            |                         |      |
| ۱۲۹   | ۶   | ۲۵ نوامبر ۱۱۹۳             | ۱۸:۳۲:۲۸                          | جزئی   | 67.7N 90.3W              | 1.4531  | 0.1954 |            |                         |      |
| ۱۲۹   | ۷   | ۷ دسامبر ۱۲۱۱              | ۲:۳۶:۴۵                           | جزئی   | 66.6N 137.5E             | 1.4484  | 0.2039 |            |                         |      |
| ۱۲۹   | ۸   | ۱۷ دسامبر ۱۲۲۹             | ۱۰:۴۰:۲۱                          | جزئی   | 65.5N 6.1E               | 1.4431  | 0.2132 |            |                         |      |
| ۱۲۹   | ۹   | ۲۸ دسامبر ۱۲۴۷             | ۱۸:۴۴:۲۷                          | جزئی   | 64.5N 125.1W             | 1.4383  | 0.2213 |            |                         |      |
| ۱۲۹   | ۱۰  | ۸ ژانویه ۱۲۶۶              | ۲:۴۴:۲۹                           | جزئی   | 63.6N 105.2E             | 1.4301  | 0.235  |            |                         |      |
| ۱۲۹   | ۱۱  | ۱۹ ژانویه ۱۲۸۴             | ۱۰:۴۱:۰۲                          | جزئی   | 62.8N 23.3W              | 1.4194  | 0.2525 |            |                         |      |
| ۱۲۹   | ۱۲  | ۲۹ ژانویه ۱۳۰۲             | ۱۸:۲۹:۴۸                          | جزئی   | 62.1N 149.7W             | 1.4025  | 0.2805 |            |                         |      |
| ۱۲۹   | ۱۳  | ۱۰ فوریه ۱۳۲۰              | ۲:۱۳:۱۶                           | جزئی   | 61.5N 85.4E              | 1.3813  | 0.3154 |            |                         |      |
| ۱۲۹   | ۱۴  | ۲۰ فوریه ۱۳۳۸              | ۹:۴۷:۳۰                           | جزئی   | 61.2N 37W                | 1.3524  | 0.3632 |            |                         |      |
| ۱۲۹   | ۱۵  | ۲ مارس ۱۳۵۶                | ۱۷:۱۳:۱۸                          | جزئی   | 60.9N 157.2W             | 1.3168  | 0.4225 |            |                         |      |
| ۱۲۹   | ۱۶  | ۱۴ مارس ۱۳۷۴               | ۰:۲۹:۰۸                           | جزئی   | 60.9N 85.1E              | 1.2731  | 0.4957 |            |                         |      |
| ۱۲۹   | ۱۷  | ۲۴ مارس ۱۳۹۲               | ۷:۳۶:۴۷                           | جزئی   | 60.9N 30.5W              | 1.2226  | 0.5809 |            |                         |      |
| ۱۲۹   | ۱۸  | ۴ آوریل ۱۴۱۰               | ۱۴:۳۵:۱۹                          | جزئی   | 61.2N 143.9W             | 1.1642  | 0.6799 |            |                         |      |
| ۱۲۹   | ۱۹  | ۱۴ آوریل ۱۴۲۸              | ۲۱:۲۵:۴۷                          | جزئی   | 61.6N 104.6E             | 1.0987  | 0.7916 |            |                         |      |
| ۱۲۹   | ۲۰  | ۲۶ آوریل ۱۴۴۶              | ۴:۰۹:۰۴                           | جزئی   | 62.1N 5.2W               | 1.0268  | 0.9147 |            |                         |      |
| ۱۲۹   | ۲۱  | ۶ مه ۱۴۶۴                  | ۱۰:۴۶:۵۸                          | حلقه‌ای | 71.2N 72.8W              | ۰٫۹۵۰۲  | ۰٫۹۳۶۷ | ۷۷۱        | ۴ دقیقه و ۱۷ ثانیه      |      |
| ۱۲۹   | ۲۲  | ۱۷ مه ۱۴۸۲                 | ۱۷:۱۹:۰۰                          | حلقه‌ای | 73.4N 137W               | ۰٫۸۶۸۱  | ۰٫۹۴۲  | ۴۳۴        | ۴ دقیقه و ۱۴ ثانیه      |      |
| ۱۲۹   | ۲۳  | ۲۷ مه ۱۵۰۰                 | ۲۳:۴۸:۳۱                          | حلقه‌ای | 71.5N 152.4E             | ۰٫۷۸۳۲  | ۰٫۹۴۶۱ | ۳۲۰        | ۴ دقیقه و ۱۳ ثانیه      |      |
| ۱۲۹   | ۲۴  | ۸ ژوئن ۱۵۱۸                | ۶:۱۵:۲۴                           | حلقه‌ای | 67N 73.4E                | ۰٫۶۹۵۵  | ۰٫۹۴۹۶ | ۲۵۹        | ۴ دقیقه و ۱۳ ثانیه      |      |
| ۱۲۹   | ۲۵  | ۱۸ ژوئن ۱۵۳۶               | ۱۲:۴۳:۲۱                          | حلقه‌ای | 61N 13.4W                | ۰٫۶۰۷۹  | ۰٫۹۵۲۳ | ۲۲۰        | ۴ دقیقه و ۱۷ ثانیه      |      |
| ۱۲۹   | ۲۶  | ۲۹ ژوئن ۱۵۵۴               | ۱۹:۱۰:۴۰                          | حلقه‌ای | 54N 104.8W               | ۰٫۵۱۹۲  | ۰٫۹۵۴۶ | ۱۹۵        | ۴ دقیقه و ۲۲ ثانیه      |      |
| ۱۲۹   | ۲۷  | ۱۰ ژوئیه ۱۵۷۲              | ۱:۴۲:۴۲                           | حلقه‌ای | 46.6N 159.7E             | ۰٫۴۳۳۸  | ۰٫۹۵۶۲ | ۱۷۷        | ۴ دقیقه و ۳۰ ثانیه      |      |
| ۱۲۹   | ۲۸  | ۳۱ ژوئیه ۱۵۹۰              | ۸:۱۷:۳۹                           | حلقه‌ای | 38.8N 61.6E              | ۰٫۳۵۰۳  | ۰٫۹۵۷۴ | ۱۶۶        | ۴ دقیقه و ۳۸ ثانیه      |      |
| ۱۲۹   | ۲۹  | ۱۰ اوت ۱۶۰۸                | ۱۵:۰۰:۰۶                          | حلقه‌ای | 31N 39.6W                | ۰٫۲۷۲۲  | ۰٫۹۵۸۱ | ۱۵۸        | ۴ دقیقه و ۴۶ ثانیه      |      |
| ۱۲۹   | ۳۰  | ۲۱ اوت ۱۶۲۶                | ۲۱:۴۷:۴۲                          | حلقه‌ای | 23.1N 142.9W             | ۰٫۱۹۷۵  | ۰٫۹۵۸۴ | ۱۵۴        | ۴ دقیقه و ۵۴ ثانیه      |      |
| ۱۲۹   | ۳۱  | ۱ سپتامبر ۱۶۴۴             | ۴:۴۵:۲۸                           | حلقه‌ای | 15.4N 110.9E             | ۰٫۱۳۰۷  | ۰٫۹۵۸۴ | ۱۵۲        | ۵ دقیقه و ۰ ثانیه       |      |
| ۱۲۹   | ۳۲  | ۱۲ سپتامبر ۱۶۶۲            | ۱۱:۵۰:۴۵                          | حلقه‌ای | 7.9N 2.6E                | ۰٫۰۶۹۴  | ۰٫۹۵۸۱ | ۱۵۳        | ۵ دقیقه و ۵ ثانیه       |      |
| ۱۲۹   | ۳۳  | ۲۲ سپتامبر ۱۶۸۰            | ۱۹:۰۶:۲۳                          | حلقه‌ای | 0.7N 108.2W              | ۰٫۰۱۶   | ۰٫۹۵۷۸ | ۱۵۳        | ۵ دقیقه و ۸ ثانیه       |      |
| ۱۲۹   | ۳۴  | ۴ اکتبر ۱۶۹۸               | ۲:۳۱:۲۵                           | حلقه‌ای | 6.2S 138.8E              | -۰٫۰۳۰۵ | ۰٫۹۵۷۳ | ۱۵۵        | ۵ دقیقه و ۱۰ ثانیه      |      |
| ۱۲۹   | ۳۵  | ۱۵ اکتبر ۱۷۱۶              | ۱۰:۰۷:۳۹                          | حلقه‌ای | 12.5S 23.5E              | -۰٫۰۶۸۷ | ۰٫۹۵۷  | ۱۵۷        | ۵ دقیقه و ۱۰ ثانیه      |      |
| ۱۲۹   | ۳۶  | ۲۶ اکتبر ۱۷۳۴              | ۱۷:۵۳:۲۸                          | حلقه‌ای | 18.2S 93.8W              | -۰٫۰۹۹۶ | ۰٫۹۵۶۷ | ۱۵۹        | ۵ دقیقه و ۸ ثانیه       |      |
| ۱۲۹   | ۳۷  | ۶ نوامبر ۱۷۵۲              | ۱:۴۸:۱۴                           | حلقه‌ای | 23.2S 147.4E             | -۰٫۱۲۳۹ | ۰٫۹۵۶۷ | ۱۵۹        | ۵ دقیقه و ۳ ثانیه       |      |
| ۱۲۹   | ۳۸  | ۱۷ نوامبر ۱۷۷۰             | ۹:۵۱:۵۳                           | حلقه‌ای | 27.3S 27.1E              | -۰٫۱۴۱۶ | ۰٫۹۵۷۱ | ۱۵۸        | ۴ دقیقه و ۵۶ ثانیه      |      |
| ۱۲۹   | ۳۹  | ۲۷ نوامبر ۱۷۸۸             | ۱۸:۰۲:۵۴                          | حلقه‌ای | 30.4S 94.3W              | -۰٫۱۵۴۲ | ۰٫۹۵۷۹ | ۱۵۵        | ۴ دقیقه و ۴۶ ثانیه      |      |
| ۱۲۹   | ۴۰  | ۱۰ دسامبر ۱۸۰۶             | ۲:۱۹:۴۰                           | حلقه‌ای | 32.4S 143.4E             | -۰٫۱۶۲۷ | ۰٫۹۵۹۱ | ۱۵۱        | ۴ دقیقه و ۳۲ ثانیه      |      |
| ۱۲۹   | ۴۱  | ۲۰ دسامبر ۱۸۲۴             | ۱۰:۴۰:۳۶                          | حلقه‌ای | 33.3S 20.4E              | -۰٫۱۶۸۵ | ۰٫۹۶۱  | ۱۴۴        | ۴ دقیقه و ۱۵ ثانیه      |      |
| ۱۲۹   | ۴۲  | ۳۱ دسامبر ۱۸۴۲             | ۱۹:۰۴:۲۴                          | حلقه‌ای | 33.1S 103.2W             | -۰٫۱۷۲۷ | ۰٫۹۶۳۴ | ۱۳۵        | ۳ دقیقه و ۵۴ ثانیه      |      |
| ۱۲۹   | ۴۳  | ۱۱ ژانویه ۱۸۶۱             | ۳:۲۹:۲۳                           | حلقه‌ای | 31.8S 132.7E             | -۰٫۱۷۶۶ | ۰٫۹۶۶۴ | ۱۲۳        | ۳ دقیقه و ۳۰ ثانیه      |      |
| ۱۲۹   | ۴۴  | ۲۲ ژانویه ۱۸۷۹             | ۱۱:۵۳:۰۸                          | حلقه‌ای | 29.8S 8.5E               | -۰٫۱۸۲۴ | ۰٫۹۷   | ۱۱۰        | ۳ دقیقه و ۳ ثانیه       |      |
| ۱۲۹   | ۴۵  | ۱ فوریه ۱۸۹۷               | ۲۰:۱۵:۱۵                          | حلقه‌ای | 27.1S 115.7W             | -۰٫۱۹۰۳ | ۰٫۹۷۴۲ | ۹۴         | ۲ دقیقه و ۳۴ ثانیه      |      |
| ۱۲۹   | ۴۶  | خورشیدگرفتگی ۱۴ فوریه ۱۹۱۵ | ۴:۳۳:۲۰                           | حلقه‌ای | 24S 120.7E               | -۰٫۲۰۲۴ | ۰٫۹۷۸۹ | ۷۷         | ۲ دقیقه و ۴ ثانیه       |      |
| ۱۲۹   | ۴۷  | خورشیدگرفتگی ۲۴ فوریه ۱۹۳۳ | ۱۲:۴۶:۳۹                          | حلقه‌ای | 20.8S 2.1W               | -۰٫۲۱۹۱ | ۰٫۹۸۴۱ | ۵۸         | ۱ دقیقه و ۳۲ ثانیه      |      |
| ۱۲۹   | ۴۸  | خورشیدگرفتگی ۷ مارس ۱۹۵۱   | ۲۰:۵۳:۴۰                          | حلقه‌ای | 17.7S 123.5W             | -۰٫۲۴۲  | ۰٫۹۸۹۶ | ۳۸         | ۰ دقیقه و ۵۹ ثانیه      |      |
| ۱۲۹   | ۴۹  | خورشیدگرفتگی ۱۸ مارس ۱۹۶۹  | ۴:۵۴:۵۷                           | حلقه‌ای | 14.8S 116.3E             | -۰٫۲۷۰۴ | ۰٫۹۹۵۴ | ۱۶         | ۰ دقیقه و ۲۶ ثانیه      |      |
| ۱۲۹   | ۵۰  | خورشیدگرفتگی ۲۹ مارس ۱۹۸۷  | ۱۲:۴۹:۴۷                          | مرکب   | 12.3S 2.3W               | -۰٫۳۰۵۳ | ۱٫۰۰۱۳ | ۵          | ۰ دقیقه و ۸ ثانیه       |      |
| ۱۲۹   | ۵۱  | خورشیدگرفتگی ۸ آوریل ۲۰۰۵  | ۲۰:۳۶:۵۱                          | کامل   | 10.6S 119W               | -۰٫۳۴۷۳ | ۱٫۰۰۷۴ | ۲۷         | ۰ دقیقه و ۴۲ ثانیه      |      |
| ۱۲۹   | ۵۲  | خورشیدگرفتگی ۲۰ آوریل ۲۰۲۳ | ۴:۱۷:۵۶                           | کامل   | 9.6S 125.8E              | -۰٫۳۹۵۲ | ۱٫۰۱۳۲ | ۴۹         | ۱ دقیقه و ۱۶ ثانیه      |      |
| ۱۲۹   | ۵۳  | خورشیدگرفتگی ۳۰ آوریل ۲۰۴۱ | ۱۱:۵۲:۲۱                          | کامل   | 9.6S 12.2E               | -۰٫۴۴۹۲ | ۱٫۰۱۸۹ | ۷۲         | ۱ دقیقه و ۵۱ ثانیه      |      |
| ۱۲۹   | ۵۴  | خورشیدگرفتگی ۱۱ مه ۲۰۵۹    | ۱۹:۲۲:۱۶                          | کامل   | 10.7S 100.4W             | -۰٫۵۰۸  | ۱٫۰۲۴۲ | ۹۵         | ۲ دقیقه و ۲۳ ثانیه      |      |
| ۱۲۹   | ۵۵  | خورشیدگرفتگی ۲۲ مه ۲۰۷۷    | ۲:۴۶:۰۵                           | کامل   | 13.1S 148.3E             | -۰٫۵۷۲۵ | ۱٫۰۲۹  | ۱۱۹        | ۲ دقیقه و ۵۴ ثانیه      |      |
| ۱۲۹   | ۵۶  | خورشیدگرفتگی ۲ ژوئن ۲۰۹۵   | ۱۰:۰۷:۴۰                          | کامل   | 16.7S 37.2E              | -۰٫۶۳۹۶ | ۱٫۰۳۳۲ | ۱۴۵        | ۳ دقیقه و ۱۸ ثانیه      |      |
| ۱۲۹   | ۵۷  | ۱۳ ژوئن ۲۱۱۳               | ۱۷:۲۶:۰۰                          | کامل   | 21.7S 73.8W              | -۰٫۷۰۹۷ | ۱٫۰۳۶۷ | ۱۷۴        | ۳ دقیقه و ۳۶ ثانیه      |      |
| ۱۲۹   | ۵۸  | ۲۵ ژوئن ۲۱۳۱               | ۰:۴۳:۱۶                           | کامل   | 28.1S 174.7E             | -۰٫۷۸۱۳ | ۱٫۰۳۹۳ | ۲۱۱        | ۳ دقیقه و ۴۳ ثانیه      |      |
| ۱۲۹   | ۵۹  | ۵ ژوئیه ۲۱۴۹               | ۷:۵۹:۳۴                           | کامل   | 36.3S 62.4E              | -۰٫۸۵۴۴ | ۱٫۰۴۰۸ | ۲۶۴        | ۳ دقیقه و ۳۸ ثانیه      |      |
| ۱۲۹   | ۶۰  | ۱۶ ژوئیه ۲۱۶۷              | ۱۵:۱۷:۴۸                          | کامل   | 46.8S 52.4W              | -۰٫۹۲۶۲ | ۱٫۰۴۱  | ۳۶۸        | ۳ دقیقه و ۱۹ ثانیه      |      |
| ۱۲۹   | ۶۱  | ۲۶ ژوئیه ۲۱۸۵              | ۲۲:۳۸:۱۶                          | کامل   | 67.9S 178.5W             | -۰٫۹۹۶۷ | ۱٫۰۳۷  | -          | ۲ دقیقه و ۲۷ ثانیه      |      |
| ۱۲۹   | ۶۲  | ۸ اوت ۲۲۰۳                 | ۶:۰۱:۵۶                           | جزئی   | 70.1S 57E                | -1.065  | 0.8898 |            |                         |      |
| ۱۲۹   | ۶۳  | ۱۸ اوت ۲۲۲۱                | ۱۳:۳۰:۳۹                          | جزئی   | 70.9S 67.8W              | -1.1295 | 0.7673 |            |                         |      |
| ۱۲۹   | ۶۴  | ۲۹ اوت ۲۲۳۹                | ۲۱:۰۵:۱۵                          | جزئی   | 71.5S 165.5E             | -1.1897 | 0.6529 |            |                         |      |
| ۱۲۹   | ۶۵  | ۹ سپتامبر ۲۲۵۷             | ۴:۴۶:۴۴                           | جزئی   | 71.9S 36.6E              | -1.2448 | 0.548  |            |                         |      |
| ۱۲۹   | ۶۶  | ۲۰ سپتامبر ۲۲۷۵            | ۱۲:۳۴:۵۴                          | جزئی   | 72S 94.3W                | -1.2949 | 0.4527 |            |                         |      |
| ۱۲۹   | ۶۷  | ۳۰ سپتامبر ۲۲۹۳            | ۲۰:۳۱:۲۷                          | جزئی   | 72S 132.7E               | -1.3386 | 0.3697 |            |                         |      |
| ۱۲۹   | ۶۸  | ۱۳ اکتبر ۲۳۱۱              | ۴:۳۶:۰۹                           | جزئی   | 71.6S 2.1W               | -1.3762 | 0.2985 |            |                         |      |
| ۱۲۹   | ۶۹  | ۲۳ اکتبر ۲۳۲۹              | ۱۲:۴۸:۲۳                          | جزئی   | 71.1S 138.5W             | -1.4082 | 0.2383 |            |                         |      |
| ۱۲۹   | ۷۰  | ۳ نوامبر ۲۳۴۷              | ۲۱:۰۹:۱۹                          | جزئی   | 70.4S 83.4E              | -1.4337 | 0.1903 |            |                         |      |
| ۱۲۹   | ۷۱  | ۱۴ نوامبر ۲۳۶۵             | ۵:۳۷:۳۳                           | جزئی   | 69.5S 55.9W              | -1.454  | 0.1526 |            |                         |      |
| ۱۲۹   | ۷۲  | ۲۵ نوامبر ۲۳۸۳             | ۱۴:۱۳:۳۲                          | جزئی   | 68.6S 163.5E             | -1.4683 | 0.126  |            |                         |      |
| ۱۲۹   | ۷۳  | ۵ دسامبر ۲۴۰۱              | ۲۲:۵۳:۳۷                          | جزئی   | 67.5S 22.4E              | -1.4797 | 0.1049 |            |                         |      |
| ۱۲۹   | ۷۴  | ۱۷ دسامبر ۲۴۱۹             | ۷:۴۰:۰۷                           | جزئی   | 66.5S 119.7W             | -1.4865 | 0.0925 |            |                         |      |
| ۱۲۹   | ۷۵  | ۲۷ دسامبر ۲۴۳۷             | ۱۶:۲۹:۰۷                          | جزئی   | 65.5S 98.1E              | -1.492  | 0.0824 |            |                         |      |
| ۱۲۹   | ۷۶  | ۸ ژانویه ۲۴۵۶              | ۱:۲۱:۰۴                           | جزئی   | 64.5S 44.5W              | -1.4954 | 0.076  |            |                         |      |
| ۱۲۹   | ۷۷  | ۱۸ ژانویه ۲۴۷۴             | ۱۰:۱۲:۱۱                          | جزئی   | 63.6S 173.5E             | -1.5    | 0.0673 |            |                         |      |
| ۱۲۹   | ۷۸  | ۲۹ ژانویه ۲۴۹۲             | ۱۹:۰۳:۴۳                          | جزئی   | 62.9S 31.6E              | -1.5046 | 0.0582 |            |                         |      |
| ۱۲۹   | ۷۹  | ۱۰ فوریه ۲۵۱۰              | ۳:۵۱:۵۶                           | جزئی   | 62.2S 109.1W             | -1.5123 | 0.043  |            |                         |      |
| ۱۲۹   | ۸۰  | ۲۱ فوریه ۲۵۲۸              | ۱۲:۳۶:۴۵                          | جزئی   | 61.8S 111.1E             | -1.5232 | 0.0218 |            |                         |      |